# 心萼凤仙花
心萼凤仙花（学名：Impatiens henryi）为凤仙花科凤仙花属的植物，为中国的特有植物。分布在中国大陆的湖北等地，生长于海拔1,200米至2,000米的地区，常生长在林下水沟边和山坡水沟边阴湿地草丛中，目前尚未由人工引种栽培。